# Каражар (Атбасарский район)
Каража́р (бывшее Новопетропа́вловское) — упразднённое село в Атбасарском районе Акмолинской области Казахстана. Входило в состав Тельманского сельского округа. Код КАТО — 113863204.

## География
Село располагалось на берегу реки Ишим, в восточной части района, на расстоянии примерно 30 километров (по прямой) к востоку от административного центра района — города Атбасар в 12 километрах к юго-востоку от административного центра сельского округа — села Тельмана.
Абсолютная высота — 274 метров над уровнем моря.
Ближайшие населённые пункты: село Поповка — на северо-западе.

## История
В 1989 году село являлось административным центром Новопетропавловского сельсовета, куда помимо Каражар (на тот момент — Новопетропавловское), входили ещё два населённых пункта — Большой Мойнак и Каражар.
В периоде 1991—1998 годов:
- сельсовет был преобразован в сельскую администрацию (1992), в 1995 году — в сельский округ;
- село Каражар было отнесено в категорию иных поселений и исключёно из учётных данных;
- Новопетропавловский сельский округ был переименован в Каражарский сельский округ.

Совместным решениеи Акмолинского областного маслихата и акимата Акмолинской области от 7 декабря 2005 года № ЗС-16-13 «О внесении изменений в административно-территориальное устройство области по Енбекшильдерскому, Сандыктаускому, Шортандинскому, Атбасарскому районам» (зарегистрированное Департаментом юстиции Акмолинской области 4 января 2006 года № 3170):
- село Большой Мойнак было переведено в категорию иных поселений и исключено из учётных данных (как самостоятельная административная единица);
- поселение упразднённого населённого пункта вошло в состав села Каражар.

Постановлением акимата Акмолинской области от 17 июня 2009 года № а-7/264 и решением Акмолинского областного маслихата от 17 июня 2009 года № 4С-15-9 «Об упразднении и преобразовании некоторых населенных пунктов и сельских округов Акмолинской области по Атбасарскому, Астраханскому и Енбекшильдерскому районам» (зарегистрированное Департаментом юстиции Акмолинской области 24 июля 2009 года № 3327):
- Каражарский сельский округ был исключён из учётных данных, — село Каражар и территория упразднённого сельского округа вошли в состав Тельманского сельского округа.

Постановлением акимата Акмолинской области от 19 сентября 2016 года № А-11/451 и решением Акмолинского областного маслихата от 19 сентября 2016 года № 6С-5-4 «Об изменениях в административно-территориальном устройстве Атбасарского района Акмолинской области» (зарегистрированное Департаментом юстиции Акмолинской области 20 октября 2016 года № 5578):
- село Каражар было переведено в категорию иных поселений и исключено из учётных данных (как самостоятельная административная единица);
- поселение упразднённого населённого пункта вошло в состав села Поповка.

## Население
В 1989 году население села составляло 1092 человек (из них казахи — 43 %).
В 1999 году население села составляло 663 человека (311 мужчин и 352 женщины). По данным переписи 2009 года, в селе проживало 138 человек (68 мужчин и 70 женщин).
| Численность населения | Численность населения | Численность населения |
| 1989                  | 1999                  | 2009                  |
| --------------------- | --------------------- | --------------------- |
| 1092                  | ↘663                  | ↘138                  |

### Известные уроженцы
- Дьяченко, Иван Михайлович (1921—1962) — Герой Советского Союза.
- Литовченко, Никита Васильевич (1918—1992) — советский и российский учёный.